# Кореповщина
 Кореповщина  — деревня в Кумёнском районе Кировской области в составе Кумёнского городского поселения.

## География
Расположена на расстоянии менее 3 км на юг от районного центра поселка Кумёны на восточном берегу Тюлькинского пруда.

## История
Известна с 1702 года как починок Корепановской с 2 дворами, в 1764 году 88 жителей (в основном монастырский крестьян), в 1802 25 дворов. В 1873 году в починке (Корепановский или Корепановщина) дворов 27 и жителей 200, в 1905 (деревня Корепановская) 30 и 155, в 1926 33 и 167, в 1950 25 и 92, в 1989 10 жителей. Настоящее название утвердилось с 1939 года. 

## Население
Постоянное население составляло 2 человека (русские 100%) в 2002 году, 1 в 2010.